# Willem Drees
Willem Drees (ur. 5 lipca 1886 w Amsterdamie, zm. 14 maja 1988 w Hadze) – holenderski polityk, premier.
Sprawował urząd premiera – z ramienia Partii Pracy (PvdA) – w latach 1948–1958; lata kierowania przez niego rządem przypadły na czas powojennej odbudowy kraju oraz procesu dekolonizacji.
W został 1959 był ministrem stanu; cieszył się dużą popularnością w społeczeństwie, nazywano go Vadertje Drees („Ojczulek Drees”). W 1958 odznaczony Orderem Lwa Niderlandzkiego. Zmarł w wieku niemal 102 lat.